# Communauté de communes Hers et Ganguise
La Communauté de communes Hers et Ganguise est une ancienne communauté de communes française, qui était située dans le département de l'Aude et la région Languedoc-Roussillon.

## Histoire
La communauté de communes Hers et Ganguise a été dissoute le 1er janvier 2013 et les 16 communes qui la composaient sont entrées dans la nouvelle communauté de communes de Castelnaudary Lauragais Audois.

## Composition
Elle regroupait 16 communes:
| - Salles-sur-l'Hers - Saint-Michel-de-Lanès - Payra-sur-l'Hers - Baraigne - Sainte-Camelle - Mézerville | - Belflou - La Louvière-Lauragais - Mayreville - Molleville - Montauriol - Marquein | - Peyrefitte-sur-l'Hers - Gourvieille - Fajac-la-Relenque - Cumiès |  |